# Jōmyō-ji
Le Tōkasan Jōmyō Zenji (稲荷山浄妙寺) est un temple bouddhiste zen relevant de l'école rinzai de la branche Kenchô-ji fondé en 1188 par Ashikaga Yoshikane. D'abord temple Shingon, il devint peu après le cinquième des gozan (五山, cinq grands temples) de Kamakura, préfecture de Kanagawa au Japon. C'est le seul de ces cinq temples à n'être pas fondé par le clan Hōjō. Au contraire, le Jōmyō-ji comme le proche Zuisen-ji, a de fortes attaches avec le clan Ashikaga et est un des temples funéraires (bodaiji) de la famille. Pour cette raison, le kamon familial est omniprésent sur son site. Les trois premiers caractères de son nom complet signifient « montagne Inari », probablement à partir de la colline du même nom où il se trouve, à son tour, nommée d'après un ancien mythe Inari (voir ci-dessous). Le Jōmyō-ji donne son nom à la région environnante, les caractères desquels sont cependant délibérément changés de (浄妙寺) à (浄明寺).

## Histoire
Le Jōmyō-ji est fondé en 1188 par le prêtre Taikō Gyōyū 退耕行勇 (1163–1241) comme temple Mikkyō sous le nom Gokuraku-ji mais peu après la fondation du premier monastère zen japonais, le Kenchō-ji voisin en 1253, le prêtre en chef du temple Geppō Ryōnen change sa confession et il devient temple Rinzai tandis que son nom est modifié pour celui qu'il porte encore de nos jours. La date à laquelle cela s'est produit n'est pas connue exactement mais doit se situer entre 1257 et 1288. Ashikaga Sadauji, père du futur shogun Ashikaga Takauji, est le parrain du Jōmyō-ji et grâce à son aide, le temple croît rapidement en taille et en importance. (Le nom du temple vient en fait de Jōmyōjiden, nom posthume de Sadauji). Nous savons qu'en 1323 cinquante prêtres du Jōmyō-ji participent à une cérémonie en mémoire de Hōjō Sadatoki et cela à l’époque où le temple est classé au dixième rang pour l'importance à Kamakura. Selon le Taiheiki, à la fin de sa vie, Ashikaga Tadayoshi y est emprisonné et empoisonné.

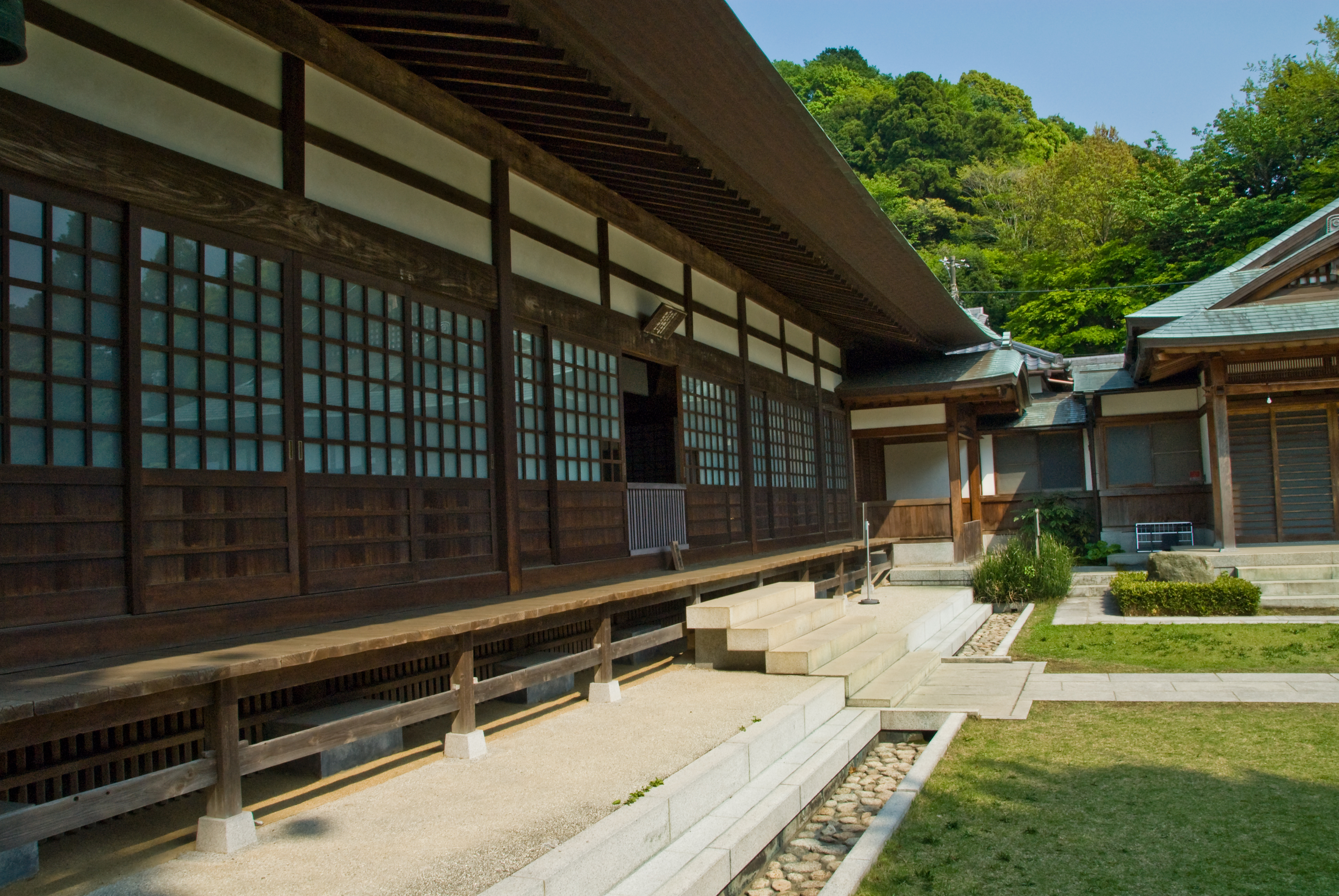
Hon-dō (bâtiment principal) du Jōmyō-ji

Dans la seconde moitié du XIVe siècle, le shogun Ashikaga Yoshimitsu à Kyoto crée officiellement le réseau des temples Zen appelé « système des cinq montagnes » (Gozan seido en japonais) pour aider le shogunat à diriger le pays. Le Jōmyō-ji, cinquième des Kamakura Gozan, les cinq temples qui président le système  dans la région de Kantō, reçoit des installations dignes de son statut, dont plus de vingt sous-temples (塔頭, tacchū). Cependant, en 1438 le Kantō kubō Ashikaga Mochiuji se rebelle contre le shogunat de Kyoto, est battu et se voit contraint de se suicider pour éviter d'être capturé. Après sa mort, le déclin de Kamakura, commencé quand le shogun Ashikaga Takauji avait décidé de déplacer sa capitale à Kyoto, s’accélère et le Kamakura Gozan suit la ville dans l'oubli et l'abandon. Lorsque le poète Gyōe visite le temple au cours de l'été 1487, il le trouve envahi par les herbes et la mousse. Durant la turbulente époque Sengoku, le Jōmyō-ji, comme la ville en général, souffre beaucoup de violences et de destructions.

## Centres d'intérêt

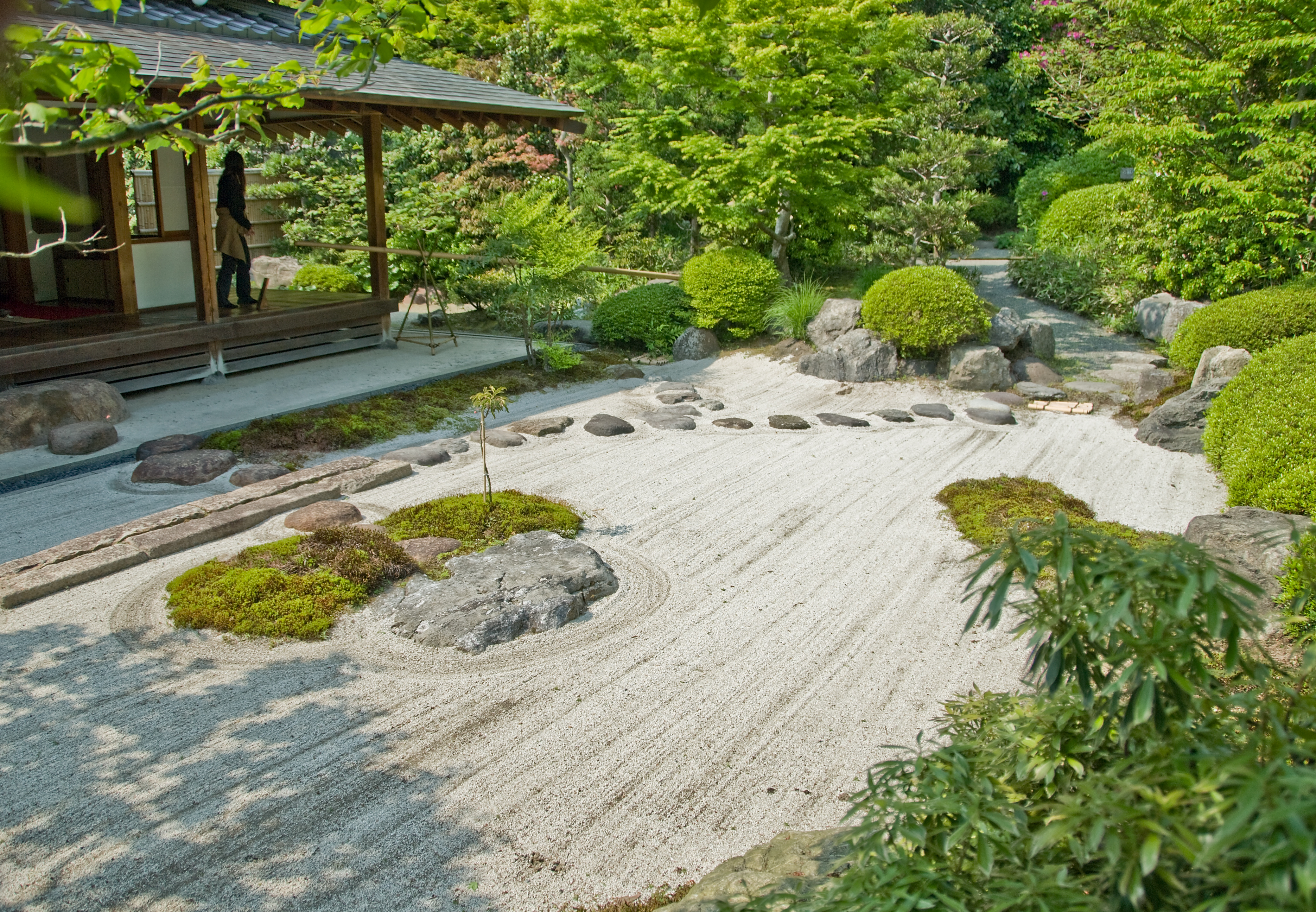
La maison de thé Kisen-an et le jardin zen

En raison de son rôle dans l'histoire de la région, le Jōmyō-ji est déclaré « site historique national ».
Après la grande porte (sanmon), au milieu du grand jardin du temple se trouve le bâtiment principal (le hon-dō, voir photo ci-dessus). Sa structure n'est cependant pas celle d'un typique butsuden zen, mais plutôt celle d'un hōjō (quartier d'habitation d'un prêtre en chef) de 8×6 間 (baies) avec sol surélevé. Détruit par un incendie en 1748, il est reconstruit en 1754, partiellement à l'aide de pièces de bois originales de l'époque de Muromachi récupérées de l'ancien édifice. L'objet principal de vénération est une figure de Shaka Nyorai assis sculptée dans le bois au cours de l'époque Nanboku-chō. Le Jōmyō-ji possède aussi une figure assise du prêtre fondateur Taikō Gyōyū (seul « bien culturel important » du temple), une statue de la déesse Shō-Kannon, une autre de Fujiwara no Kamatari (un ancêtre du clan Fujiwara) et une de Kōjin, le dieu de la cuisine et de la cuisson. Le hōkyōintō dans le cimetière derrière le hon-dō passe pour être la tombe d'Ashikaga Sadauji, mais l'attribution a été contestée par les chercheurs en raison de la date qu'il porte, soixante ans après la date enregistrée du décès de Sadauji. Le temple comprend une maison de thé récemment restaurée appelée Kisen-un (喜泉庵) où les moines se réunissaient pour  prendre le thé, mais qui est maintenant ouverte au public. Devant la maison de thé se trouve un karesansui, c'est-à-dire un jardin de pierre zen. Sur place il y a aussi un restaurant et une boulangerie détenus et exploités par le temple lui-même.
Près du temple se trouvent les ruines du Daikyū-ji (大休寺), le temple familial d'Ashikaga Tadayoshi (il était souvent appelé Daikyū-dono (大休殿)) où il est enterré.

### Les origines du nom Kamakura

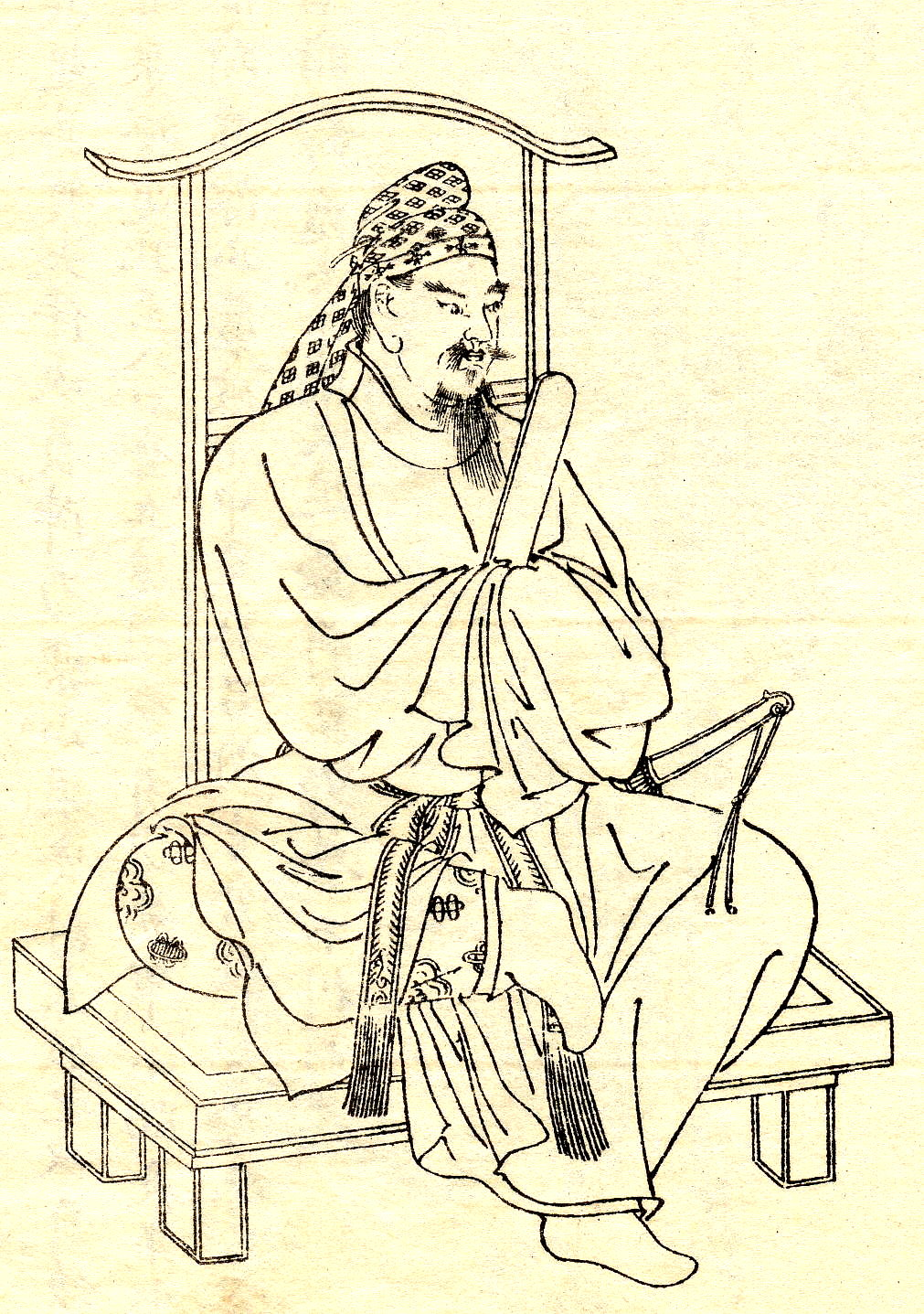
Fujiwara no Kamatari

Sur la colline derrière le temple se trouve un petit sanctuaire appelé Kamatari Inari-jinja (鎌足稲荷神社) qui, en dépit de son apparence insignifiante, est d'une certaine importance historique à la fois en raison de son âge (il remonte au VIIe siècle) et de son rôle dans une légende liée au nom « Kamakura ».　
La plaque à côté du sanctuaire explique que le kami Inari a donné au jeune Fujiwara no Kamatari une faucille qui comme par magie le protège tant qu'elle reste en sa possession. En l'an 645, après avoir vaincu Soga no Iruka, Kamatari revient dans le Kantō et il rêve d'Inari qui lui dit : 
« Je t'ai donné la faucille pour te protéger, mais maintenant que tu as atteint ton objectif de vaincre Iruka, tu dois le remettre à moi et à la terre. »
Kamatari enterre la faucille et à cet endroit est érigé le sanctuaire qui porte son nom. Selon la même légende, le nom de Kamakura signifie « l'endroit où Kamatari a enterré sa faucille ».